# Сёва (приток Камы)

Сёва — река в России. Берёт начало в Глазовском районе Удмуртии у починка Северский лесоучасток, далее течёт по Афанасьевскому району Кировской области. Впадает в Каму по левому берегу в 1667 км от её устья.
Длина реки составляет 72 км (из них по территории Удмуртии — 30 км, Кировской области — 42 км), площадь водосборного бассейна 370 км². Средний уклон составляет 0,9 м/км, скорость течения — 0,5 м/с. Глубина доходит до 0,8 м, ширина — 15-18 м (в пределах Удмуртии).
На реке находятся населённые пункты: Северский лесоучасток, Сёва, Шалаши, Севинский починок.

## Данные водного реестра
По данным государственного водного реестра России относится к Камскому бассейновому округу, водохозяйственный участок реки — Кама от истока до водомерного поста у села Бондюг, речной подбассейн реки — бассейны притоков Камы до впадения Белой. Речной бассейн реки — Кама.
По данным геоинформационной системы водохозяйственного районирования территории РФ, подготовленной Федеральным агентством водных ресурсов:
- Код водного объекта в государственном водном реестре — 10010100112111100000177
- Код по гидрологической изученности (ГИ) — 111100017
- Код бассейна — 10.01.01.001
- Номер тома по ГИ — 11
- Выпуск по ГИ — 1